# Rubus conanicutensis
Rubus conanicutensis är en rosväxtart som beskrevs av Liberty Hyde Bailey. Rubus conanicutensis ingår i släktet rubusar, och familjen rosväxter. Inga underarter finns listade i Catalogue of Life.